# Spisak organizacija za multiplu sklerozu
Lista organizacija Multiple Skleroze u različitim zemljama širim sveta

## Međunarodne
- Internacionalna federacija za multiplu sklerozu - Multipla Skleroza Internacionalna Federacija vebsajt

## Afrika

### Egipat
- Egyptian MS Society

### Južna Afrika
- Multiple Sclerosis South Africa (MSSA)

### Zimbabve
- Multiple Sclerosis Society of Zimbabwe (MSSZ)

## Australija
- Multiple Sclerosis Australia (MSA)

### Novi Zeland
- Multiple Sclerosis Society of New Zealand (MSSNZ)

## Azija

### Indija
- Multiple Sclerosis Society of India (MSSI)

### Iran
- Iranian MS Society (IMSS)

### Izrael
- Israel Multiple Sclerosis Society

### Japan
- Japan Multiple Sclerosis Society (JMSS)

### Kuvajt
- International Consultant Bureau

### Lebanon
- Amis Libanais des Sclérosés En Plaques

### Pakistan
- Multiple Sclerosis Research & Patient Welfare Trust

### Katar
- Multiple Sclerosis Society Qatar (MSSQ)

### Saudi Arabija
- Saudi Multiple Sclerosis

### Južna Koreja
- Korean Multiple Sclerosis Society (KMSS)

### Turska
- Türkiye MS Derneği

## Evropa
- European Multiple Sclerosis Platform

### Francuska
- Nouvelle Association Française des Sclérosés en Plaques

### Nemačka
- Deutsche Multiple Sklerose Gesellschaft

### Grčka
- Multiple Sclerosis Research Center - BSRC Alexander Fleming

### Irska
- Multiple Sclerosis Society of Ireland

### Italija
- Italian MS society
- Hilarescere Foundation. Research over MS-CCSVI relationship

### Norveška
- Multippel Sclerose Foreningen i Norge

### Španija
- Federación española de esclerosis múltiple
- Asociación española de esclerosis múltiple (Spanish Multiple Sclerosis Association)

### Srbija
- Društvo multiple skleroze Srbije
- MS platforma Srbije

### Švajcarska
- Schweizerische Multiple Sklerose Gesellschaft
- Venous multiple sclerosis - CCSVI research page

### Velika Britanija
- Multiple Sclerosis Resource Centre
- Multiple Sclerosis Society - Multiple Sclerosis Society
- Multiple Sclerosis Trust - Multiple Sclerosis Trust
- All About Multiple Sclerosis - Multiple Sclerosis Information Trust
- MS Research Training and Education - MS Research Training and Education
- The National MS Therapy Centres

## Severna Amerika

### Kanada
- Multiple Sclerosis Society of Canada - Multiple Sclerosis Society of Canada website
- DIRECT-MS - Direct-MS website

### SAD
- Accelerated Cure Project for MS
- Multiple Sclerosis Association of America
- Multiple Sclerosis Foundation
- Multiple Sclerosis Research Center of New York
- Myelin Repair Foundation
- National Multiple Sclerosis Society - National Multiple Sclerosis Society of the United States
- Nancy Davis Foundation for Multiple Sclerosis
- MSSoftServe
- Tyler Hamilton Foundation Архивирано на веб-сајту  (24. април 2014) - Dedicated to supporting MS victims

## Južna Amerika

### Argentina
- Asociación de lucha contra la esclerosis múltiple (Multiple Sclerosis Fight association)

### Brazil
- ABEM - Associação Brasileira de Esclerose Múltipla